# Ulrike Weckel
Ulrike Weckel (* 1961 in Hamburg) ist eine deutsche Historikerin und Hochschullehrerin; seit 2013 ist sie Professorin für Fachjournalistik Geschichte sowie Geschichte in Medien und Öffentlichkeit an der Justus-Liebig-Universität Gießen.

## Leben
Ulrike Weckel studierte von 1981 bis 1987 Geschichte, Deutsch und Erziehungswissenschaft an der Universität Hamburg. Es folgten von 1988 bis 1996 Tätigkeiten als wissenschaftliche Mitarbeiterin. 1996 erfolgte ihre Promotion an der Universität Hamburg. 2008 habilitierte sich Weckel mit der Arbeit Beschämende Bilder. Deutsche Reaktionen auf alliierte Dokumentarfilme über befreite Konzentrationslager an der Technischen Universität Berlin. 2012 übernahm sie die Vertretung des Lehrstuhls für Deutsche Geschichte im 20. Jahrhundert mit Schwerpunkt im Nationalsozialismus an der Humboldt-Universität zu Berlin, im April 2013 wurde sie Professorin für Fachjournalistik Geschichte und Geschichte in Medien und Öffentlichkeit an der Universität Gießen.

## Forschung und Lehre
Forschungsschwerpunkte von Ulrike Weckel sind Mediengeschichte, Rezeptionsforschung, Geschlechtergeschichte der Aufklärung, Geschichte der Geselligkeit, außerdem der Nationalsozialismus und dessen Nachgeschichte. Sie ist Mitherausgeberin des Sammelbandes „Bestien“ und „Befehlsempfänger“. Frauen und Männer in NS-Prozessen nach 1945.

## Auszeichnungen
Ulrike Weckel wurde 2008 für ihre Habilitationsschrift Beschämende Bilder. Deutsche Reaktionen auf alliierte Dokumentarfilme über befreite Konzentrationslager (Transatlantische Historische Studien) mit dem Franz-Steiner-Preis für deutsch-amerikanische Studien ausgezeichnet. 2012 erhielt sie den Carl-Erdmann-Preis des Verbandes der Historiker und Historikerinnen Deutschlands für herausragende Habilitationen.

„Es handelt sich um eine jener Untersuchungen, die eine umfangreiche, zeitaufwendige Archivarbeit und eine akribische Auswertung der Dokumente mit einer innovativen, klaren und überzeugenden Thesenbildung verbinden.“

## Werke (Auswahl)
Monografien
- Zwischen Häuslichkeit und Öffentlichkeit. Die ersten deutschen Frauenzeitschriften im späten 18. Jahrhundert und ihr Publikum (= Studien und Texte zur Sozialgeschichte der Literatur. Band 61). Niemeyer, Tübingen 1998, ISBN 3-484-35061-X.
- Beschämende Bilder. Deutsche Reaktionen auf alliierte Dokumentarfilme über befreite Konzentrationslager (= Transatlantische Historische Studien. Band 45). Franz Steiner Verlag, Stuttgart 2012, ISBN 978-3-515-10113-4.[4]

Herausgeberschaft
- mit Kirsten Heinsohn und Barbara Vogel: Zwischen Karriere und Verfolgung. Handlungsräume von Frauen im nationalsozialistischen Deutschland. Campus, Frankfurt am Main/New York 1997, ISBN 3-593-35756-9. Neuauflage 2022.
- mit Edgar Wolfrum: „Bestien“ und „Befehlsempfänger“. Frauen und Männer in NS-Prozessen nach 1945. Vandenhoeck & Ruprecht, Göttingen 2003, ISBN 3-525-36272-2.